# Еджфілд (округ, Південна Кароліна)
Шаблон:StateAbbr_ 33°46′20″ пн. ш. 81°58′00″ зх. д. / 33.77229° пн. ш. 81.96658° зх. д.
Округ Еджфілд (англ. Edgefield County) — округ (графство) у штаті Південна Кароліна, США. Ідентифікатор округу 45037.

## Історія
Округ утворений 1795 року.

## Демографія
За даними перепису 
2000 року 
загальне населення округу становило 24595 осіб, зокрема міського населення було 5067, а сільського — 19528.
Серед мешканців округу чоловіків було 13039, а жінок — 11556. В окрузі було 8270 домогосподарств, 6214 родин, які мешкали в 9223 будинках.
Середній розмір родини становив 3,12.
Віковий розподіл населення поданий у таблиці:
| Стать    | До 15 років | 15-21 | 22-29 | 30-39 | 40-49 | 50-65 | 65-85 | Понад 85 |
| -------- | ----------- | ----- | ----- | ----- | ----- | ----- | ----- | -------- |
| Чоловіки | 2541        | 1431  | 1605  | 2314  | 2094  | 1965  | 1005  | 84       |
| Жінки    | 2392        | 1074  | 1022  | 1759  | 1843  | 1886  | 1371  | 209      |

## Суміжні округи
- Салуда — північний схід
- Ейкен — схід
- Річмонд, Джорджія — південний захід
- Колумбія, Джорджія  — південний захід
- Маккормік — захід
- Грінвуд — північний захід

## Виноски
1. ↑  https://www.carolana.com/SC/Counties/1785_SC_Legislative_Act_Establishing_34_Counties.html
2. ↑  U.S. Decennial Census. United States Census Bureau. Архів оригіналу за 26 квітня 2015. Процитовано 17 березня 2015.
3. ↑  Historical Census Browser. University of Virginia Library. Архів оригіналу за 11 серпня 2012. Процитовано 17 березня 2015.
4. ↑  Forstall, Richard L., ред. (27 березня 1995). Population of Counties by Decennial Census: 1900 to 1990. United States Census Bureau. Архів оригіналу за 2 лютого 2015. Процитовано 17 березня 2015.
5. ↑  Census 2000 PHC-T-4. Ranking Tables for Counties: 1990 and 2000 (PDF). United States Census Bureau. 2 квітня 2001. Архів оригіналу (PDF) за 18 грудня 2014. Процитовано 17 березня 2015.
6. ↑  State & County QuickFacts. United States Census Bureau. Архів оригіналу за 6 червня 2011. Процитовано 23 листопада 2013.(англ.) Наведено за англійською вікіпедією.
7. ↑  QuickFacts. Edgefield County, South Carolina. United States Census Bureau. Архів оригіналу за 16 січня 2019. Процитовано 27 вересня 2018.
8. ↑  American FactFinder. Бюро перепису населення США. Архів оригіналу за 21 травня 2008. Процитовано 31 січня 2008.

| США | Це незавершена стаття з географії США. Ви можете допомогти проєкту, виправивши або дописавши її. |